# Discorso sopra il riformare lo stato di Firenze
O Discorso sopra il riformare lo stato di Firenze (Italiano: Discorso sopra il riformare lo stato di Firenze) é uma obra de 1520 do cientista político e escritor renascentista italiano Nicolau Maquiavel.